# Eatonville (Washington)
Eatonville ist eine kleine Stadt im Pierce County im US-Bundesstaat Washington, Vereinigte Staaten, mit 2845 Einwohnern (Stand: 2020).

## Geographie
Der Ort befindet sich ca. 83 km südlich von Seattle und ca. 44 km südlich von Tacoma. Eatonville liegt am westlichen Rand des Kaskadengebirges, der Mount Rainier ist nur ca. 38,5 km entfernt. Eatonville hat eine Fläche von 4,77 km² (1,84 mi²).
Nachbarorte
| Olympia   | Seattle Tacoma                              |  |
| Centralia | Kompassrose, die auf Nachbargemeinden zeigt |  |
|           | Morton                                      |  |

### Klima
Die Jahresdurchschnittstemperatur beträgt 9,2 °C. Die wärmsten Monate sind Juli und August, mit durchschnittlichen Temperaturen von 16,3 °C und 16,1 °C. Die Temperaturhöchstwerte in diesen beiden Sommermonaten liegen um 24 °C. Die kältesten Monate sind Januar und Dezember, mit durchschnittlichen Temperaturen von 2,2 °C und 3,4 °C. Die Temperaturhöchstwerte in diesen beiden Wintermonaten liegen um 6–7 °C. Im Laufe eines Jahres fallen durchschnittlich 1154 mm Niederschlag. Die niederschlagsärmsten Monate sind Juli und August, mit jeweils nur 19 mm und 30 mm Niederschlag.
|                        | Jan   | Feb   | Mär   | Apr  | Mai  | Jun  | Jul  | Aug  | Sep  | Okt   | Nov   | Dez   |   |      |
| Mittl. Temperatur (°C) | 2,2   | 3,8   | 5,7   | 8,4  | 11,2 | 13,8 | 16,3 | 16,1 | 13,8 | 9,9   | 5,7   | 3,4   | ⌀ | 9,2  |
| Mittl. Tagesmax. (°C)  | 6,0   | 8,4   | 11,1  | 14,9 | 18,2 | 20,7 | 24,3 | 24,2 | 21,0 | 15,7  | 10,0  | 6,9   | ⌀ | 15,2 |
| Mittl. Tagesmin. (°C)  | −1,5  | −0,8  | 0,3   | 2,0  | 4,3  | 6,8  | 8,2  | 8,1  | 6,6  | 4,2   | 1,3   | −0,2  | ⌀ | 3,3  |
|                        |       |       |       |      |      |      |      |      |      |       |       |       |   |      |
| Niederschlag (mm)      | 162,0 | 123,0 | 116,0 | 84,0 | 65,0 | 56,0 | 19,0 | 30,0 | 55,0 | 102,0 | 147,0 | 195,0 | Σ | 1154 |

| −1,5 |

| −0,8 |

| 0,3 |

| 2,0 |

| 4,3 |

| 6,8 |

| 8,2 |

| 8,1 |

| 6,6 |

| 4,2 |

| 1,3 |

| −0,2 |

| −1,5 |

| −0,8 |

| 0,3 |

| 2,0 |

| 4,3 |

| 6,8 |

| 8,2 |

| 8,1 |

| 6,6 |

| 4,2 |

| 1,3 |

| −0,2 |

## Geschichte
Das Gebiet um die heutige Stadt Eatonville wurde ursprünglich von den Nisqually-Indianern bevölkert. Um das Jahr 1851 ließen sich die ersten weißen Siedler in dieser Gegend nieder. Im Jahr 1909 erfolgte die offizielle Stadtgründung. Die Stadt wurde nach Thomas Cobb Van Eaton, einem der frühen Siedler, benannt.
Die nachfolgende Tabelle zeigt die historische Bevölkerungsentwicklung von Eatonville:
| Jahr | Einwohner |  | Jahr | Einwohner |  | Jahr | Einwohner |
| ---- | --------- |  | ---- | --------- |  | ---- | --------- |
| 1910 | 754       |  | 1950 | 1048      |  | 1990 | 1374      |
| 1920 | 861       |  | 1960 | 896       |  | 2000 | 2012      |
| 1930 | 912       |  | 1970 | 852       |  | 2010 | 2758      |
| 1940 | 996       |  | 1980 | 998       |  | 2020 | 2845      |

## Verwaltung
Seit 2021 wird die Verwaltung von Eatonville durch den Bürgermeister David Baublits geleitet. Der Bürgermeister sowie die ihn unterstützenden fünf Mitglieder des City Council werden für eine Amtszeit von vier Jahren gewählt.

## Demographie
Am 1. April 2020 lebten in Eatonville 2845 Menschen, davon waren 1539 (54,1 %) Frauen und 1306 (45,9 %) Männer.
68,9 % der Einwohner lebten im eigenen Haus oder in einer eigenen Wohnung und nur 31,1 % wohnten zur Miete.
Angaben zur Altersstruktur der Einwohner sind in der nachfolgenden Tabelle aufgeführt:
| Bevölkerung    | Einwohner | Anteil  |  | Bevölkerung   | Einwohner | Anteil  |
| -------------- | --------- | ------- |  | ------------- | --------- | ------- |
| unter 20 Jahre | 1024      | 35,99 % |  | 35 – 49 Jahre | 573       | 20,14 % |
| 20 – 24 Jahre  | 176       | 6,19 %  |  | 50 – 64 Jahre | 444       | 15,61 % |
| 25 – 34 Jahre  | 395       | 13,88 % |  | über 64 Jahre | 233       | 8,19 %  |

## Verkehr
Eatonville verfügt seit dem Jahr 1952 über einen kleinen Flughafen, den Swanson Airport. Der nächste größere Verkehrsflughafen ist der ca. 65 km nördlich des Stadtzentrums gelegene Seattle-Tacoma International Airport.

## Kultur und Sehenswürdigkeiten
Am ersten Wochenende im August findet jährlich das Eatonville Arts Festival statt, eine Veranstaltung mit Kunsthandwerk-Markt, Musik-, Tanz- und Theateraufführungen.
In ca. 6 km Entfernung, westlich vom Stadtzentrum befindet sich das Pioneer Farm Museum. Ein Freilichtmuseum, das Einblicke in die Lebensweise der frühen Siedler und der lokalen Ureinwohner bietet.
Der in der Nähe gelegene Mount-Rainier-Nationalpark ist von Eatonville aus mit dem Auto in circa 30 Minuten erreichbar.